# Douglas Souza
Douglas Correia de Souza, född 20 augusti 1995 i Santa Bárbara d'Oeste, är en brasiliansk volleybollspelare. Souza blev olympisk guldmedaljör i volleyboll vid sommarspelen 2016 i Rio de Janeiro.